# Cap Saint-Vincent (Argentine)
Pour les articles homonymes, voir Cap Saint-Vincent.
Le cap Saint-Vincent (en espagnol : cabo San Vicente) est un cap situé à la pointe sud-est de la grande île de la Terre de Feu, dans le département d'Ushuaïa, dans la province de Terre de Feu, Antarctique et Îles de l’Atlantique Sud, au sud de l'Argentine. Le cap délimite la baie Thetys au nord.